# Ignacio Pérez Álvarez
José Ignacio Guadalupe Pérez Álvarez, (Santiago de Querétaro, Reino de México, Virreinato de la Nueva España (entonces parte del Imperio español, actualmente parte de México), c. 14 de noviembre de 1786 - Santiago de Querétaro, Segunda República Federal (actualmente parte de México), 18 de septiembre de 1846), conocido como Ignacio Pérez Álvarez, fue un alcaide y revolucionario novohispano que destacó al anunciar la madrugada del 16 de septiembre de 1810 a Ignacio Allende y a Miguel Hidalgo y Costilla que la Conspiración de Querétaro había sido descubierta la noche del 13 de septiembre del mismo año, como resultado el inicio de la Guerra de Independencia de México. Realizó un recorrido a caballo por más de dos días desde Santiago de Querétaro, haciendo escala en San Miguel El Grande (hoy San Miguel de Allende) para posteriormente llegar a Dolores Hidalgo a las 2 de la madrugada del día 16 de septiembre de 1810, trayecto por el cual recorrió por lo menos 90 kilómetros lineales, ello sin contar con los caminos modernos, para llevar el mensaje de urgencia de Josefa Ortiz de Domínguez del descubrimiento de la conspiración, antes de que el Ejército Realista en Nueva España aprehendiera a todos los conspiradores y se frustraran los planes convenidos en dicha conspiración. Su heroica hazaña hizo posible que Miguel Hidalgo y Costilla proclamara el Grito de Dolores, constituyendo la primera etapa de la Guerra de Independencia.

## Primeros años

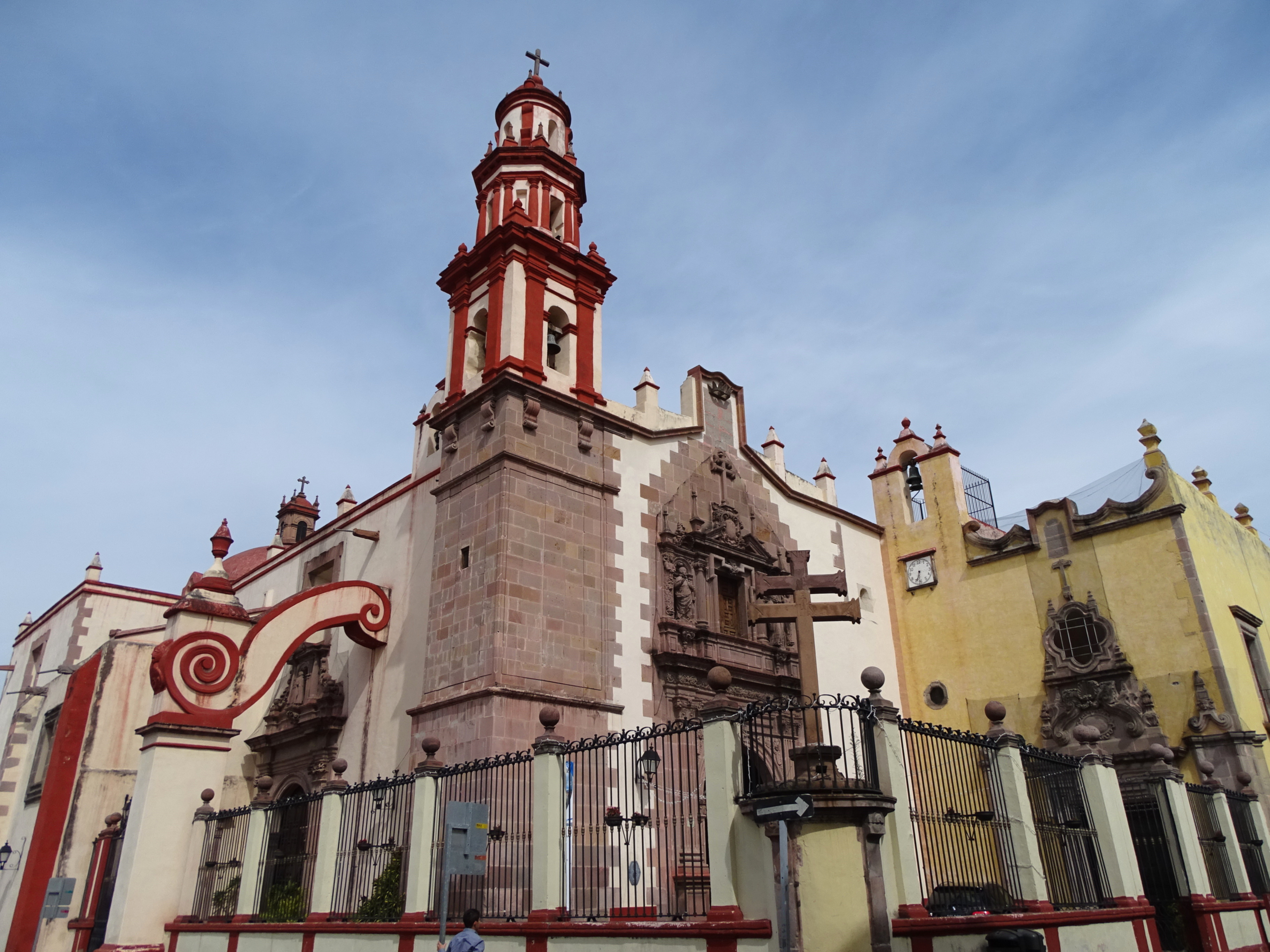
Parroquia de Santiago Apóstol, ubicada en el corazón de Santiago de Querétaro, lugar donde fue bautizado Ignacio Pérez.

Ignacio Pérez nació en Santiago de Querétaro. Su fe de bautismo señala que fue presentado en la Parroquia de Santiago (hoy Parroquia de Santiago Apóstol) el 14 de noviembre de 1786. No se ha encontrado su acta de nacimiento, por lo que no hay precisión de la fecha exacta en la que nació. En dicha fe de bautismo señala que Ignacio Pérez es hijo de padres ocultos y que fueron sus padrinos Francisco Pérez y Josefa Malagón; sin embargo, sus padres biológicos fueron Joseph Ignacio Pérez y María Francisca Álvarez y Gómez, de origen español, originarios y vecinos de Santiago de Querétaro, los cuales contrajeron nupcias el 21 de febrero de 1786.
Se desconocen los motivos por los cuales Ignacio Pérez no reconoce como tal a sus padres biológicos. En cambio, reconoce como padre (político) a su padrino de bautismo Francisco Pérez y como madre (política) a Ignacia Anguiano, quien fue la segunda esposa de su padrino Francisco Pérez.
Ignacio Pérez se desempeñó como alcaide o carcelero real, en la casa del Corregidor de Querétaro Miguel Domínguez junto con su esposa Josefa Ortiz de Domínguez, incluso antes de que estallara el movimiento independentista en 1810, razón por la cual estuvo inmiscuido en las reuniones clandestinas que se gestaban desde 1808 para conspirar una lucha armada, con el objetivo de emancipar a la Nueva España de la Monarquía Española e instaurar una Junta Gobernativa que tomara el poder a nombre del Rey de España Fernando VII.

## Conspiración de Querétaro
El movimiento clandestino que dio origen a la conspiración, se gestó a modo de academias literarias, alrededor del año 1808 en Santiago de Querétaro, mayormente en la casa de José María Sánchez (presbítero), ubicada en la Calle del Descanso número 14 (hoy Luis Pasteur Norte número 40 en la misma ciudad).
Algunos de los que acudían a la academia eran reconocidos en la ciudad como poetas, sin embargo, se hizo concurrente la asistencia de otras personas, como Miguel Domínguez, su esposa Josefa Ortiz de Domínguez, Miguel Hidalgo y Costilla, Ignacio Allende, Juan Aldama, Francisco Lanzagorta, Antonio Téllez López, Juan Nepomuceno Mier y Altamirano, Epigmenio González, Emeterio González, Manuel María Ramos de Arellano, Francisco Lojero, José Ignacio Villaseñor y Cervantes, Simón Mendoza, José Mariano Galván, Lorenzo de la Parra Terán, Pedro de Septién Montero y Austri, Mariano Hidalgo, Rafael Rivera, José Mariano Lazo de la Vega, Pedro Patiño Gallardo, Joaquín Arias (insurgente) y, por supuesto Ignacio Pérez, quién, en razón de su empleo como alcaide, y por trabajar en las cárceles reales en la casa del Corregidor Miguel Domínguez, fue un partícipe muy cercano a la conspiración y era muy cercano a ellas, máxime que, las academias literarias también se llevaron a cabo en la casa del Corregidor.
La reiterada asistencia de personajes que no eran poetas, comenzó a llamar la atención de las autoridades virreinales.
Desde mediados de agosto de 1810 se dirigió José Mariano Galván, afiliado de la conspiración y dependiente de la Oficina de Correos de Querétaro a la Audiencia Gobernadora, expresando detalles y extensas noticias del movimiento que estaba a punto de estallar. Sin embargo, una corporación habituada a las dilaciones y moras de la justicia, hizo que dicho procedimiento cayera en la lentitud.
Nuevamente el 9 de septiembre del mismo año, una denuncia anónima delata idas y venidas de Dolores Hidalgo a Santiago de Querétaro por parte de Ignacio Allende y Juan Aldama y la proximidad de un levantamiento armado en contra de los españoles. A partir de ese suceso, las denuncias se multiplican y la conspiración queda descubierta.
Joaquín Arias (insurgente), Jefe del Destacamento del Regimiento de Celaya, miembro de la conspiración, sospecha de lo sucedido y, al día siguiente, 10 de septiembre, acude ante el Alcalde Ordinario de Querétaro Juan Ochoa y se denuncia a sí mismo y da nombres de todos los conjurados, ello en presencia del sargento mayor del regimiento José Alonso.
Al día siguiente, 11 de septiembre, Juan Ochoa y José Alonso comunican al Virrey de la Nueva España Francisco Xavier Venegas el descubrimiento de la conspiración y la lista de conjurados. En este momento, Juan Ochoa, conocía la complicidad de una autoridad superior a él, como lo es Miguel Domínguez, el Corregidor.
La denuncia que precipitó los acontecimientos ocurrió el 13 de septiembre de 1810, cuando el cura y juez eclesiástico Rafael Gil de León, fue informado de una conspiración que estallaría en pocas horas y que, las armas de los conjurados estaban depositadas en las casas de Epigmenio González y un señor de apellido Sámano. De igual forma, se señalaba al Corregidor Miguel Domínguez como partícipe de dicho movimiento. Se informó, además, que toda esa información ya era de conocimiento del Comandante de Brigada Ignacio García Rebollo.

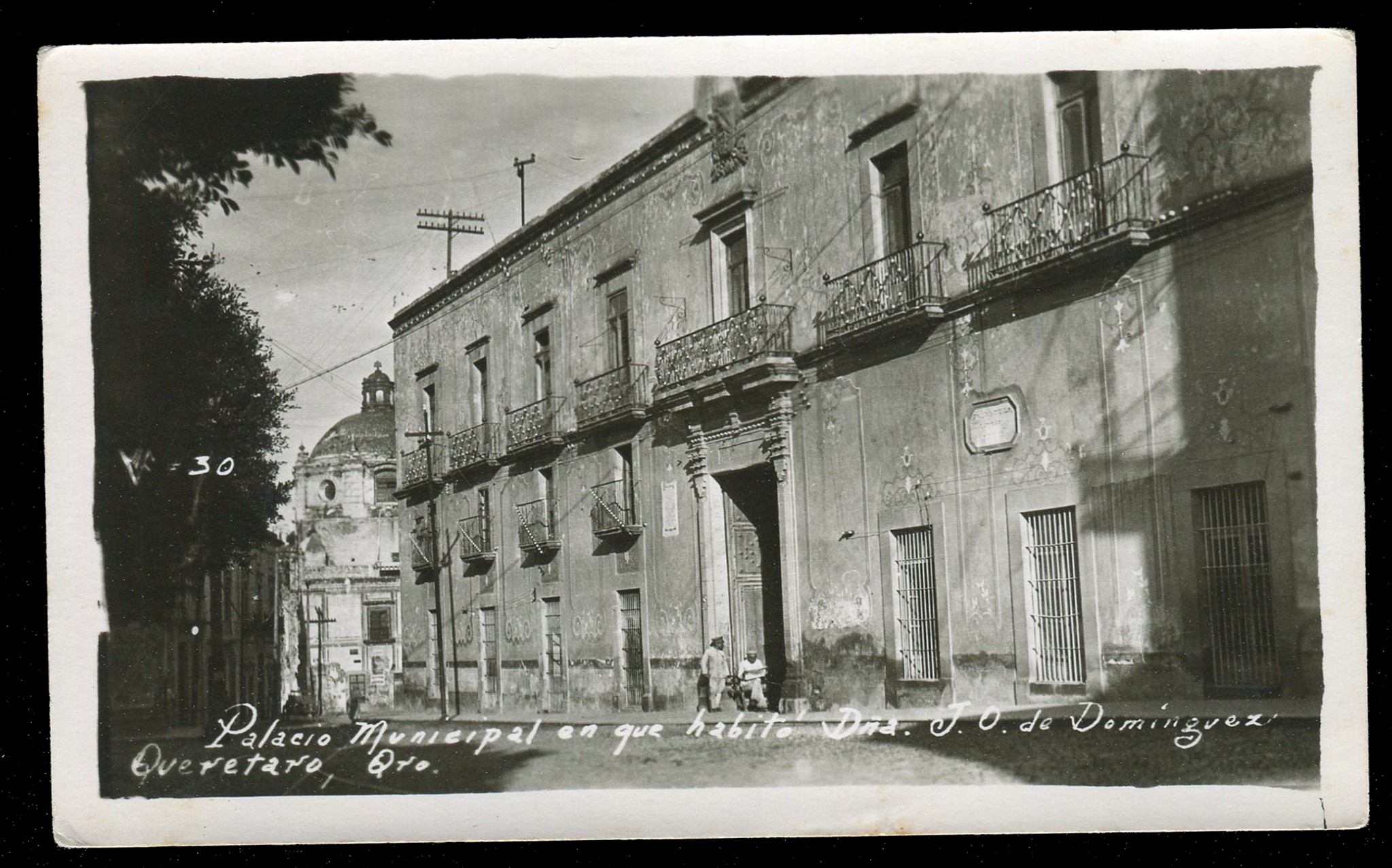
Casa de la Corregidora, ubicada en el corazón de Santiago de Querétaro, lugar donde vivió Ignacio Pérez, en su cargo de alcaide. c. 1930.

Rafael Gil de León, quien era enemigo de la independencia, pero quien guardaba antigua amistad con el Corregidor Miguel Domínguez, acudió presuroso a la casa de este, (hoy ubicada en Andador 5 de mayo, esquina Luis Pasteur Norte, en el Centro de la Ciudad), en donde, acojonado, le hizo conocimiento de las acusaciones en su contra y las consecuencias de que, la máxima autoridad civil de la ciudad, estuviera involucrada con los conjurados. El Corregidor Miguel Domínguez, creyendo acallar las denuncias en su contra y buscando salvar a la mayoría de los conjurados, decidió aprehender a Epigmenio González y Emeterio González.
Antes de proceder a dicha aprehensión, el Corregidor Miguel Domínguez avisó de lo sucedido a su esposa Josefa Ortiz de Domínguez, así como de las decisiones que había tomado, dadas las penosas y complicadas circunstancias. Sabiendo que su esposa era una esforzada y valerosa dama, pero temeroso de las acciones que pudiera realizar y que las mismas pudieran comprometer aún más la delicada situación, una vez afuera de su morada, decidió cerrar la puerta del zaguán de su casa y llevarse la llave.

## El Mensajero de la Libertad
Eran las once de la noche del 13 de septiembre de 1810. Mientras el Corregidor Miguel Domínguez ejecutaba la aprehensión de Epigmenio González y Emeterio González; su esposa Josefa Ortiz de Domínguez, consciente del riesgo de frustrarse los planes de la conspiración y de que todos los conjurados fueran aprehendidos, concluyó dar aviso a Ignacio Allende de que la conspiración había sido descubierta.
La recámara de Josefa Ortiz de Domínguez caía sobre la vivienda del alcaide Ignacio Pérez. Entre ambos habían convenido que, de resultar algún imprevisto, aquella daría aviso al alcaide dando tres golpes con el pie sobre el techo para que éste se presentara ante ella. Ese llamado se dio aquella noche. Ignacio Pérez se hizo presente ante Josefa Ortiz de Domínguez, separados por el zaguán, pues éste se encontraba cerrado. Ésta le hizo saber a Ignacio Pérez lo ocurrido y le instruyó que buscase persona de confianza para que emprendiera el viaje con suma diligencia hacia San Miguel El Grande (hoy San Miguel de Allende), en busca de Ignacio Allende, para que le informara de todo el peligro que corrían los conjurados. Ignacio Pérez, sabiendo que era un encargo delicado, decidió por cuenta propia ir en busca de Ignacio Allende, decidiendo cabalgar tan inhóspito y largo trayecto, arriesgando la vida.

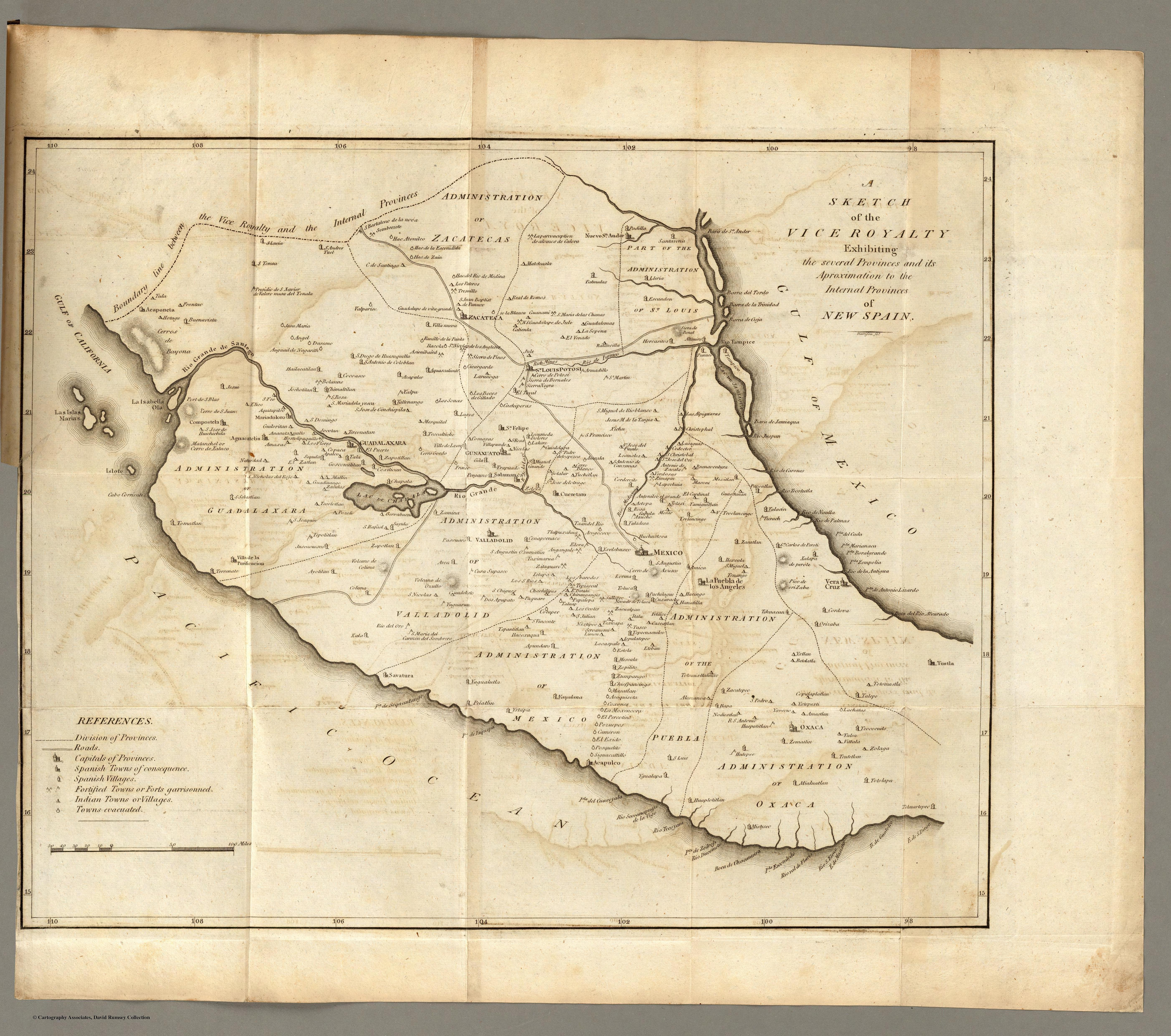
Mapa de las Provincias de México c. 1810. En ella se observa la ruta estimada que tuvo que cabalgar Ignacio Pérez.

Ignacio Pérez cabalgó desde Santiago de Querétaro a San Miguel El Grande (hoy San Miguel de Allende), desde la noche del 13 de septiembre hasta el amanecer del día 15 de septiembre.  Llegando a tal locación, se dispuso a buscar a Ignacio Allende, pero únicamente encontró a Juan Aldama, a quién le informó lo sucedido, y de las recomendaciones que Josefa Ortiz de Domínguez hacía por la causa.
De nueva cuenta, cabalgó desde San Miguel El Grande (hoy San Miguel de Allende) hasta Dolores Hidalgo, acompañado de Juan Aldama, desde la mañana del 15 de septiembre, llegando a las dos de la madrugada del día 16 de septiembre de 1810 al curato de Dolores Hidalgo.
Juan Aldama, acompañado de Ignacio Pérez, inmediatamente pusieron a Miguel Hidalgo y Costilla y a Ignacio Allende de los sucesos que ocurrían en Santiago de Querétaro y del grave riesgo en que se encontraban. Este aviso decidiría a ejecutar la conjura y proclamar el Grito de Dolores, la madrugada del 16 de septiembre de 1810.
No se conoce con exactitud la distancia recorrida por Ignacio Pérez desde Querétaro hasta San Miguel El Grande (hoy San Miguel de Allende) y de éste a Dolores Hidalgo, pero una estimación en línea recta de un mapa de 1810, daría por lo menos unas cincuenta y ocho millas (aproximadamente noventa y tres kilómetros), sin contar las veredas, caminos, cerros, ríos, el cansancio propio o del caballo, salteadores de caminos, bandidos o cualquier otro obstáculo que impidiera un trayecto recto. Incluso, en el Camino Real de Tierra Adentro era común encontrar algún destacamento del Ejército Realista en Nueva España, pues dicho camino se trataba de una conocida ruta comercial.
De no haber ocurrido tal cabalgata por parte de Ignacio Pérez, el Ejército Realista en Nueva España hubiera aprehendido a Miguel Hidalgo y Costilla, Ignacio Allende y a todos los conspiradores, por lo que la Independencia de México no hubiera sido posible y la Conspiración de Querétaro hubiera fracasado como la Conspiración de Valladolid.

## Vida privada y últimos años
En Santiago de Querétaro, Ignacio Pérez vivió en tres domicilios: 1) Malfajadas No. 2 (hoy Independencia No. 25), 2) Flor Baja No. 4 (hoy Vergara No. 42) y 3) Calle del Biombo. Sus propiedades no fueron confiscadas.
Solicitó premio por sus servicios prestados a la patria, a través de la Comisión de Justicia de la Cámara de Diputados en el año 1834 donde indica:

"Igual lectura se dió al de la comision de justicia que recayó el acuerdo de la camara de diputados en que se autoriza al gobierno para que tome en consideracion los servicios prestados á la pátria en su primera época de independencia por el C. Ignacio Perez, y se los premie con arreglo á la ley de la materia.” 

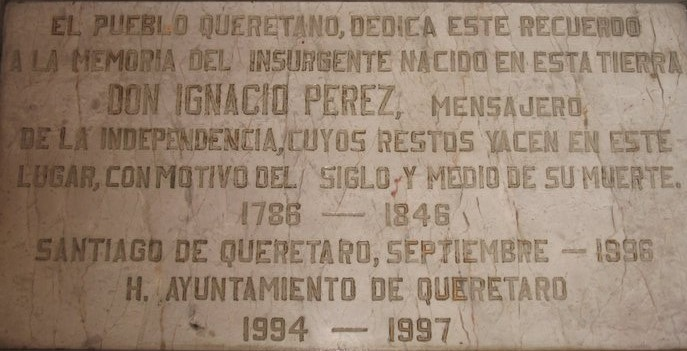
Placa que indica el descanso de los restos de Ignacio Pérez en el Panteón de los Queretanos Ilustres.

Contrajo nupcias con Guadalupe Rea, con la cual no tuvo hijos. Ella murió el 31 de julio de 1839.
Murió el 18 de septiembre de 1846. No se sabe con certeza su causa de muerte, ya que su acta de defunción indica que “murió del pecho y el pulmón en la calle del Biombo”.

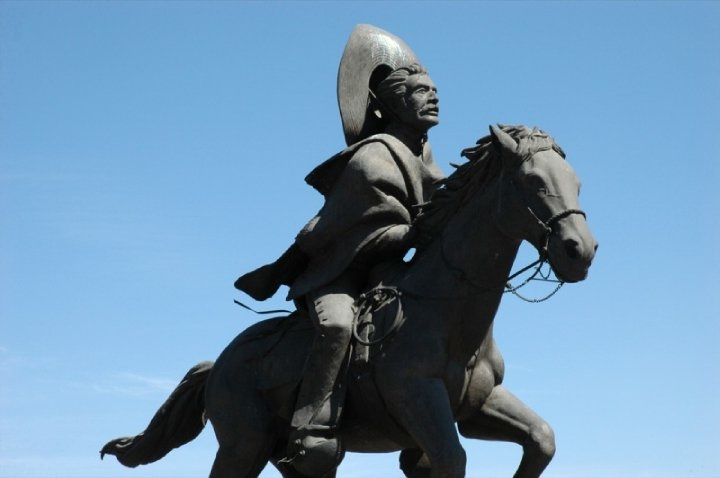
Estatua de Ignacio Pérez, ubicada en una fuente sobre una glorieta, en el centro de la ciudad de Santiago de Querétaro.

Hay discrepancia en dónde se encuentran sus restos mortales; sin embargo, oficialmente se encuentran en el Panteón de los Queretanos Ilustres, donde fueron trasladados en 1996.

## Actualidad
Existe una glorieta y en su centro una fuente con una estatua de él mismo, montado un caballo, haciendo alegoría al heroísmo y valentía de Ignacio Pérez, lugar ubicado en la intersección de las Avenidas Universidad y Corregidora Norte, en el centro de la ciudad de Santiago de Querétaro. (20°35′55″N 100°23′38″O / 20.5986761, -100.3937929) 
Existe una estatua de él mismo, la cual es utilizada como imagen principal de esta biografía, ubicada del lado izquierdo en la entrada del Panteón de los Queretanos Ilustres. 
En el año 2017, la Quincuagésima Octava Legislatura del Estado de Querétaro rinde honores al ilustre “Ignacio Pérez Álvarez”, inscribiendo su nombre en letras doradas en el Salón de Sesiones “Constituyentes 1916 -1917”, recinto oficial del Poder Legislativo del Estado de Querétaro.